# Andes virus
El Andes virus (ANDV) es un hantavirus, que, en Sudamérica, es el mayor causante del HCPS o HPS (siglas en inglés del síndrome pulmonar por hantavirus).

## Antecedentes
En Argentina —debido a la infección por Andes virus— el HCPS tiene un porcentaje de casos fatales de cerca del 25 a 35% y del 37% en Chile.
El único hantavirus donde se ha descrito la transmisión persona a persona es el Andes virus (linaje ANDV-Sout).

Numerosas razas de ANDV  están cocirculando en Argentina (por ejemplo en Bermejo, las islas Lechiguanas, Maciel, Orán y Pergamino) donde se han señalado casos de HCPS. 
También en Bolivia, Brasil, Paraguay y Uruguay. Pero solo en Chile y en Argentina se pueden asociar estrictamente con el ANDV.
En Argentina y en Chile, el ratón de cola larga o lauchita de los espinos (Oligoryzomys longicaudatus) y otras especies del género Oligoryzomys representan el reservorio del ANDV.  Otra característica única del ANDV es la disponibilidad de un modelo animal. El ANDV causa enfermedad letal en el hámster dorado o de Siria (Mesocricetus auratus), que modela estrechamente la forma del curso del progreso de la enfermedad en humanos, incluyendo una rápida progresión desde el primer síntoma hasta la muerte, involucrando fluido en la cavidad pleural y la histopatología de pulmones y de bazo. 
La letalidad del ANDV en hámsters no es de todos los virus HCPS, como ocurre con el Virus Sin Nombre, que no muestras síntomas de enfermedad. La disponibilidad de este modelo permite el estudio de varias drogas y otros tratamientos que pueden impactar bien sobre el tratamiento de todos los causantes de HCPS infecciones de hantavirus.
Véase también:
- Hanta

## Tratamiento
Dado que las opciones de tratamiento son limitadas, la mejor protección es evitar los roedores y sus hábitats.
Actualmente, un grupo de científicos de la universidad chilena de Concepción, liderados por María Inés Barría, descubrió el primer tratamiento específico para combatir el virus hanta. El tratamiento es basándose en anticuerpos monoclonales. El proceso comenzó con el trabajo de detectar por qué algunos pacientes sobrevivían al virus y se encontró que tenían una gran cantidad de anticuerpos neutralizantes.
En países como Chile, según los protocolos establecidos por el Ministerio de Salud de dicho país, un paciente contagiado con Hantavirus debe ser entubado, sometido a ventilación mecánica y, si comienzan a deteriorarse sus signos vitales, debe practicársele ECMO: un tratamiento de oxigenación sanguínea, que implica drenar la sangre y luego introducirla, mediante el uso de una cánula y una bomba centrífuga.
La indicación, además, autorizada por el Minsal desde 2016, es inyectarle plasma inmune de personas que sobrevivieron al Hantavirus y que, se supone, contienen miles de anticuerpos.